# Grande Prêmio de Mônaco de 1957
Resultados do Grande Prêmio de Mônaco de Fórmula 1 realizado em Montecarlo à 19 de maio de 1957. Foi a segunda etapa da temporada e teve como vencedor o argentino Juan Manuel Fangio.

## Classificação da  prova
| Pos. | Nº | Piloto                           | Construtor     | Voltas | Tempo/Diferença      | Grid | Pontos |
| ---- | -- | -------------------------------- | -------------- | ------ | -------------------- | ---- | ------ |
| 1    | 32 | Juan Manuel Fangio               | Maserati       | 105    | 3:10:12.8            | 1    | 9      |
| 2    | 20 | Tony Brooks                      | Vanwall        | 105    | + 25.2               | 4    | 6      |
| 3    | 2  | Masten Gregory                   | Maserati       | 103    | + 2 voltas           | 10   | 4      |
| 4    | 10 | Stuart Lewis-Evans               | Connaught-Alta | 102    | + 3 voltas           | 13   | 3      |
| 5    | 30 | Maurice Trintignant              | Ferrari        | 100    | + 5 voltas           | 6    | 2      |
| 6    | 14 | Jack Brabham                     | Cooper-Climax  | 100    | + 5 voltas           | 15   |        |
| Ret  | 24 | Wolfgang von Trips Mike Hawthorn | Ferrari        | 95     | Motor                | 9    |        |
| Ret  | 34 | Giorgio Scarlatti Harry Schell   | Maserati       | 64     | Vazamento de óleo    | 14   |        |
| Ret  | 6  | Ron Flockhart                    | BRM            | 60     | Motor                | 11   |        |
| Ret  | 36 | Carlos Menditeguy                | Maserati       | 51     | Spun Off             | 7    |        |
| Ret  | 12 | Ivor Bueb                        | Connaught-Alta | 47     | Vazão de combustível | 16   |        |
| Ret  | 38 | Harry Schell                     | Maserati       | 23     | Suspensão            | 8    |        |
| Ret  | 22 | Horace Gould                     | Maserati       | 10     | Acidente             | 12   |        |
| Ret  | 26 | Peter Collins                    | Ferrari        | 4      | Acidente             | 2    |        |
| Ret  | 18 | Stirling Moss                    | Vanwall        | 4      | Acidente             | 3    |        |
| Ret  | 28 | Mike Hawthorn                    | Ferrari        | 4      | Acidente             | 5    |        |
| DNQ  | 8  | Roy Salvadori                    | BRM            |        |                      |      |        |
| DNQ  | 40 | Hans Herrmann                    | Maserati       |        |                      |      |        |
| DNQ  | 4  | André Simon                      | Maserati       |        |                      |      |        |
| DNQ  | 42 | Luigi Piotti                     | Maserati       |        |                      |      |        |
| DNQ  | 16 | Les Leston                       | Cooper-Climax  |        |                      |      |        |